# Shepherd (Texas)
Shepherd è una città degli Stati Uniti d'America, situata nello Stato del Texas, nella Contea di San Jacinto.